# Diedorf (Südeichsfeld)
Diedorf is een dorp in de Duitse landgemeente Südeichsfeld in het Unstrut-Hainich-Kreis in Thüringen. Het dorp wordt voor het eerst genoemd in de Codex Eberhardi uit de twaalfde eeuw. 
In 1995 werd de tot dan zelfstandige gemeente toegevoegd aan Katharinenberg, dat in 2011 opging in de landgemeente.